# Chinezenconflict
Het Chinezenconflict was een arbeidsgeschil dat in 1942 speelde tussen Chinese zeelieden en hun werkgever, de Curaçaose Scheepvaart Maatschappij (C.S.M.). Het conflict ging over de gevaarlijke arbeidsomstandigheden en onderbetaling van de Chinese stokers en kolensjouwers op de olietankers van C.S.M., een dochter van Curaçaose Petroleum Industrie Maatschappij (C.P.I.M.) die destijds een dochteronderneming van Shell was. Van februari tot april 1942 gingen ruim 400 Chinezen in staking om hun eisen kracht bij te zetten. De Nederlandse regering probeerde de staking te breken omdat zij vreesde dat de olieaanvoer naar de geallieerden in gevaar zou komen. Tijdens een kort oproer dat volgde werden vijftien stakers door de Nederlandse politie doodgeschoten. Door de politieke aandacht op het eiland voor het conflict, moesten verantwoordelijke bestuurders het veld ruimen en verbeterden de arbeidsomstandigheden enigszins.

## Aanloop
Rond 1910 begon Shell naar aardolie te boren in Venezuela. Omdat de zee bij de winningsgebieden te ondiep is, werd de olie met kleinere tankers naar raffinaderijen op Aruba en Curaçao getransporteerd. De Curaçaose Scheepvaart Maatschappij  (C.S.M.) en de Lago Shipping Company verzorgden het olietransport naar respectievelijk de Isla-raffinaderij op Curaçao en de Lago-raffinaderij op Aruba.
In de Tweede Wereldoorlog waren beide raffinaderijen van groot strategisch belang; de Isla-raffinaderij was met 11 miljoen vaten per maand zelfs de grootste raffinaderij ter wereld. De C.S.M. had een vloot van 41 schepen (1938) en meer dan duizend werknemers in dienst, waaronder ruim 400 Chinezen. Ten opzichte van de Nederlandse bemanning werden de Chinese arbeiders minder goed behandeld. Ze kregen minder betaald en moesten het zwaarste werk doen in het ruim van de schepen. In geval van een Duitse torpedo-aanval liepen zij het meeste gevaar. Er waren begin 1942 al verscheidene loonconflicten geweest. Zo vielen er op 7 maart 1942 twee doden en vier gewonden onder Chinese zeelui in Alexandrië, bij een protestactie op het Nederlandse schip Ovula. En op 31 maart protesteerden Chinese zeelui aan boord van het Nederlandse schip Saroena in de haven van Freemantle in Australië.

## Verloop van de gebeurtenissen

### Caribische gebiedsdelen betrokken bij de oorlog
Op 16 februari 1942 raakten de Antillen betrokken bij de Tweede Wereldoorlog toen de Duitse Kriegsmarine Nederlandse schepen aanviel op de eerste dag van Operatie Neuland. Duitse onderzeeboten vernietigden tankers en andere schepen op Aruba en op Curaçao werd de stoomtanker Rafaëla getorpedeerd. Hierbij kwamen in totaal 51 bemanningsleden om het leven. Onder de Nederlandse officieren en de overwegend Chinese bemanning ontstond grote onrust over de veiligheidssituatie. Tot en met 24 februari werden de tankers daarom aan wal gehouden.

### Staking

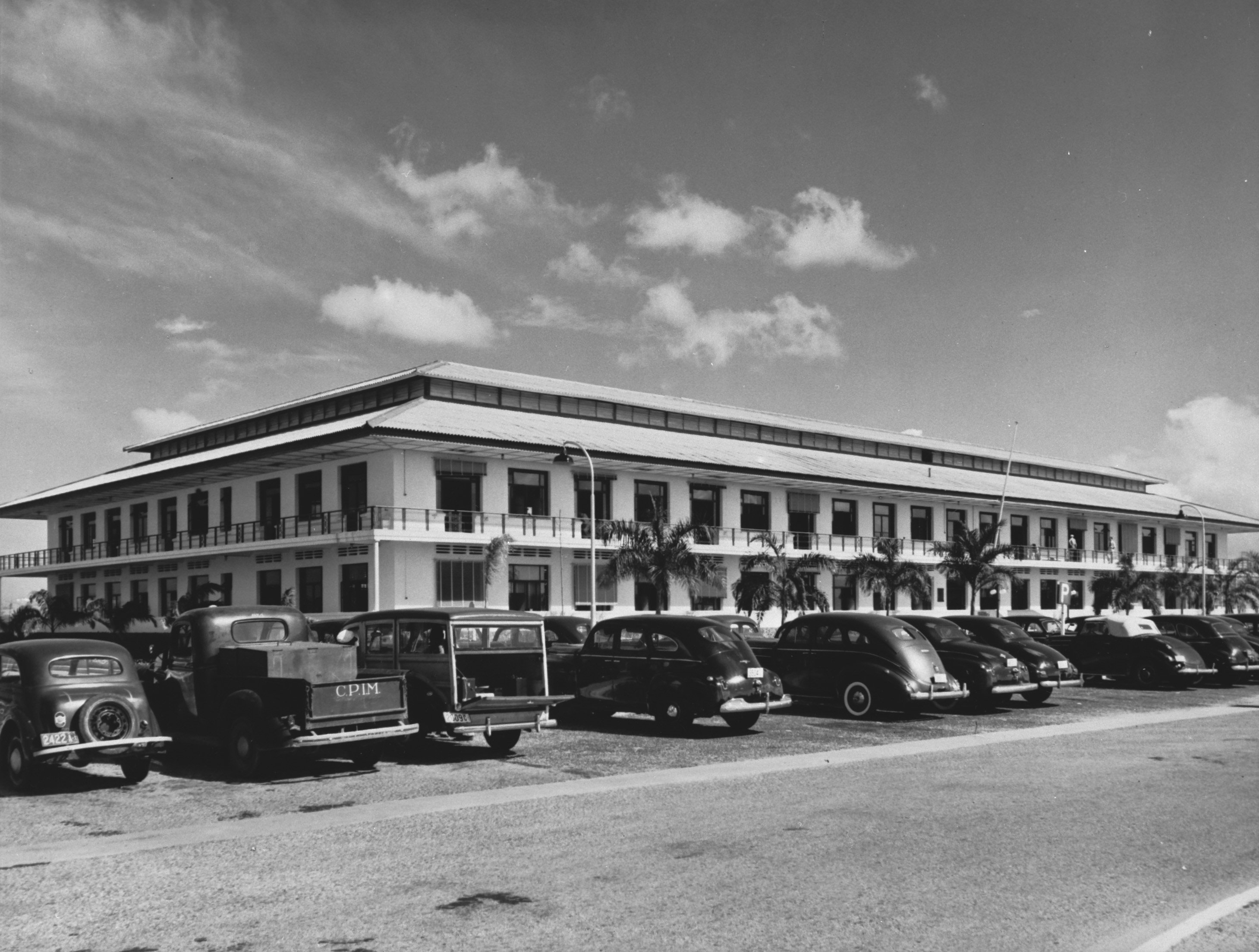
Kantoor van de C.P.I.M.

Op 25 februari weigerden de bemanningen om uit te varen. Ze eisten een hoger loon en de garantie op een uitkering bij een ongeval. Op Aruba gebeurde hetzelfde onder de Chinese bemanning van de tankers van de Lago-raffinaderij, hoewel zij hier maar 10% van de bemanning uitmaakte. Bij de onderhandelingen die volgden, werd de Chinese consuls uit Cuba en Trinidad gevraagd om te bemiddelen. Op Aruba kwam het vrij snel tot een akkoord, zodat op 7 april de eerste tankers weer konden uitvaren. 
Op Curaçao liepen de onderhandelingen echter vast. De directie van C.P.I.M. wilde niet ingaan op de eisen van de stakers. Zij eisten een loonsverhoging van 50 gulden per maand terwijl de directie niet verder wilde gaan dan vier gulden. Nadat op 12 en 13 maart de bemanning opnieuw weigerde aan het werk te gaan, probeerde C.S.M. ander personeel in te huren.  
De Nederlandse regering was niet blij met de staking, omdat daardoor de aanvoer van ruwe olie in gevaar kwam. De olie werd vooral geleverd aan het Britse leger in Afrika. Gouverneur G.J.J. Wouters liet daarom 18 Chinese stakingsleiders, waaronder voorman Chan Ya Non, arresteren. Ze werden ondergebracht in een C.P.I.M.-barakkenkamp naast het kamp Suffisant waar Amerikaanse militairen gelegerd waren.

### Internering van werkweigeraars
Op 13 maart 1942 werden de stakende Chinezen opgeroepen voor het hoofdbureau van de politie aan het Wilhelminaplein. Hun leiders werden gesommeerd om te gaan varen. Nadat ze dit weigerden, werden zij overgeplaatst naar kamp Suffisant. De overige arbeiders toonden zich echter solidair en lieten zich eveneens naar het kamp brengen. Daar werden ze feitelijk opgesloten. Op 15 maart gingen ook 60 officieren in staking omdat zij de kwaliteit van het ingehuurde personeel ondermaats vonden. Zij wilden alleen aan het werk met hun oorspronkelijke Chinese bemanning en zetten daarmee de eisen van de Chinezen kracht bij. Op 19 maart weigerden de officieren weer uit te varen, waarop zij ook gevangen werden gezet, apart van de matrozen.
De gouverneur benoemde een commissie om de impasse te doorbreken. Op 26 maart werd een akkoord bereikt en werden de officieren vrijgelaten. De volgende dag voeren de tankers weer, maar zonder de Chinese bemanning, die bij nader inzien toch door staakte voor betere betaling.

### Poging tot isoleren van de stakingsleiders

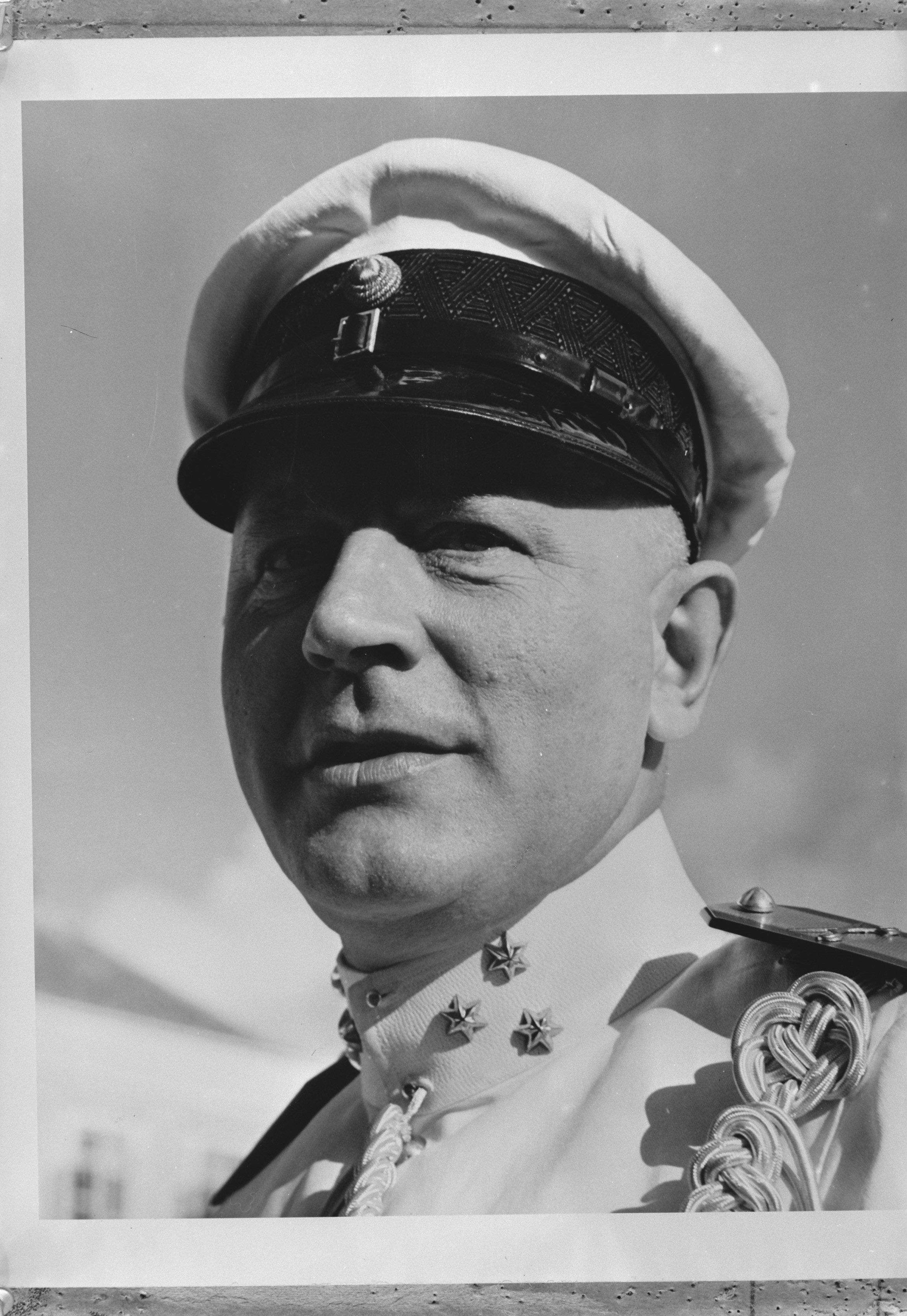
Majoor E.L. Venema, commandant van de Militaire Politie te Curaçao, hier nog in kapiteinsuniform

Een aantal stakingsleiders weigerde een compromis te sluiten. Er ontstond een impasse, hoewel er ook indicaties waren dat een deel van de Chinezen weer aan het werk zou willen. Om de impasse te doorbreken deed C.S.M.-topman mr. Panthaleon baron van Eck een verzoek aan de procureur-generaal mr. Van der Laan om de hardliners te scheiden van de meer gematigde stakers. De autoriteiten hoopten op deze manier de gematigde werknemers weer aan het werk te krijgen. Het bleek al snel dat dit niet zonder slag of stoot zou lukken. Daarom verzochten de directies van de C.S.M. en C.P.I.M. aan gouverneur Wouters om in te grijpen, desnoods met geweld. Aanvankelijk wilde Wouters inzetten op onderhandelen, maar hij stemde uiteindelijk toe. Op 20 april meldden zich acht medewerkers van de vreemdelingendienst van het Korps Burgerpolitie, dertien bewapende leden van de militaire politie en enkele C.P.I.M. bewakers bij het kamp. Het detachement werd geleid door hoofdinspecteur van politie W.J. van der Kroef. Hij kreeg de opdracht om 85 radicale stakers te scheiden van de gematigde stakers en ze naar een ander kamp te brengen.
De Chinezen werden opgebracht en er was een lijst met namen van personen die zouden worden weggevoerd. Zo gauw als de eerste persoon naar de uitgang van het kamp werd geleid sloeg de vlam in de pan. Met geïmproviseerde wapens bestormde de Chinese menigte de Nederlandse gezagsdragers en er ontstond een handgemeen.      

### Noodlottige afloop
Enkele politieagenten verloren hun sabels en geweren bij het gevecht en de situatie liep snel uit de hand, waarbij de agenten zich zo bedreigd voelden dat ze het vuur openden. Daarop hield het verzet op. Er waren twaalf doden te betreuren en 44 gewonden aan Chinese zijde. Aan de kant van de politie vielen drie zwaar- en twee lichtgewonden.
Van der Kroef alarmeerde de Militaire Politie, die snel arriveerde. Onder leiding van Majoor Venema werden de Chinezen alsnog volgens plan gescheiden. Medisch personeel van het Amerikaanse deel van kamp Suffisant verleende eerste hulp aan de gewonden. In de dagen die volgden overleden nog drie Chinezen aan hun verwondingen, waarmee het totale dodental op 15 kwam.

### Begrafenis
Op 21 april 1942 werden de twaalf Chinese slachtoffers snel en anoniem begraven op Kolebra Bèrdè, een ongewijde begraafplaats waar normaal gesproken ongedoopten en zondaars werden begraven.
Direct na het incident maakte Van der Kroef een proces-verbaal op van de gebeurtenissen. De Nederlandse censor verbood de plaatselijke krant Amigoe di Curaçao het plaatsen van een ingezonden stuk van de stakende officieren en een redactioneel commentaar op de toegepaste censuur. Op de plaats van het artikel drukte de krant de tekst af "Slavernij wordt op Curaçao niet geduld" en "door den Censor geschrapt". Wouters legde de krant daarop een verschijningsverbod op van twee dagen.

## Nasleep

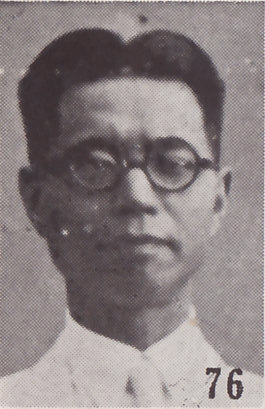
Portret van de Chinese gezant Wunsz King in De meest recente biografieën van Chinese hoogwaardigheidsbekleders, 1941

Na het incident stelde de Statencommissie van Curaçao een onderzoek in. Een speciale commissie onderzocht de toedracht van en de verantwoordelijkheid voor de gebeurtenissen. De commissie formuleerde scherpe kritiek, maar de leden van het Korps militaire politie die ter plaatse waren werden gevrijwaard. De commissie stelde dat de Algemeen Militair Commandant C.J. baron van Asbeck, procureur-generaal van der Laan, gouverneur Wouters alsmede de directies van de C.P.I.M. en C.S.M. als bestuurders hadden gefaald. Daardoor konden er zoveel slachtoffers vallen. Men oordeelde dat men had kunnen weten dat het zenden van een gewapend detachement escalerend zou werken.
Men uitte ook kritiek op de 'koloniale' houding ten opzichte van de Chinese werknemers. Ook de Chinese autoriteiten toonden zich zeer verbolgen bij monde van de Chinese gezant Wunsz King.

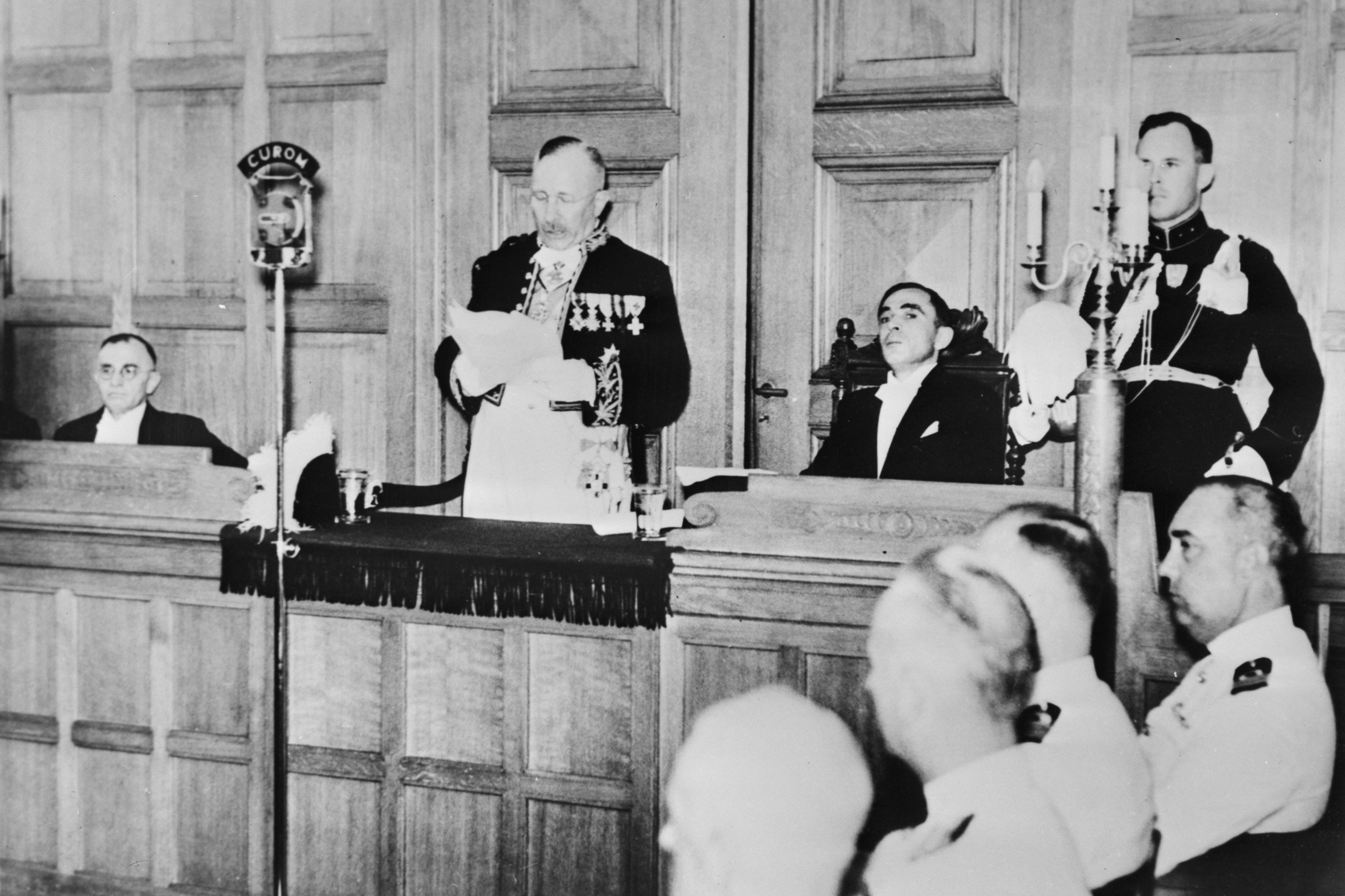
Laatste toespraak van gouverneur van Curaçao G.J.J. Wouters in een zitting van de Staten. Als gevolg van de noodlottige afloop van de protesten moest Wouters het veld ruimen. Hij werd vervangen de nieuwe gouverneur P.A. Kasteel (zittend rechts).

De Curaçaose autoriteiten, onder leiding van gouverneur Wouters, werden door dit voorval sterk in verlegenheid gebracht. Het formele bestuursverslag verdoezelde later echter de kritiek die verantwoordelijke bestuurders, de directies en de Staten van Curaçao kregen.
De opsluiting werd door de rechter onwettig verklaard. Wouters moest als verantwoordelijk bestuurder later dat jaar vertrekken, toen zijn termijn volgens de "Curaçaosche staatsregeling 1937" afliep. Voorafgaand aan het conflict was het nog de bedoeling was dat hij zou aanblijven. De Nederlandse regering en de Staten van Curaçao hadden het vertrouwen in hem verloren. Ook C.S.M.-topman Panthaleon van Eck moest opstappen.    
Op 21 mei arriveerde de Chinese consul van Havanna Pei Li Wu om te onderhandelen. De onderhandelingen sleepten voort, tot in december 1942 een akkoord werd bereikt. 368 Chinese bemanningsleden gingen weer aan het werk, maar 52 Chinese mannen gaven aan dat ze niet meer voor C.S.M. wilden werken. Omdat ze vanwege de oorlog niet konden terugkeren naar China en ook niet konden worden vrijgelaten, bleven ze tot eind 1944 in het kamp. 

### Weg naar eerherstel

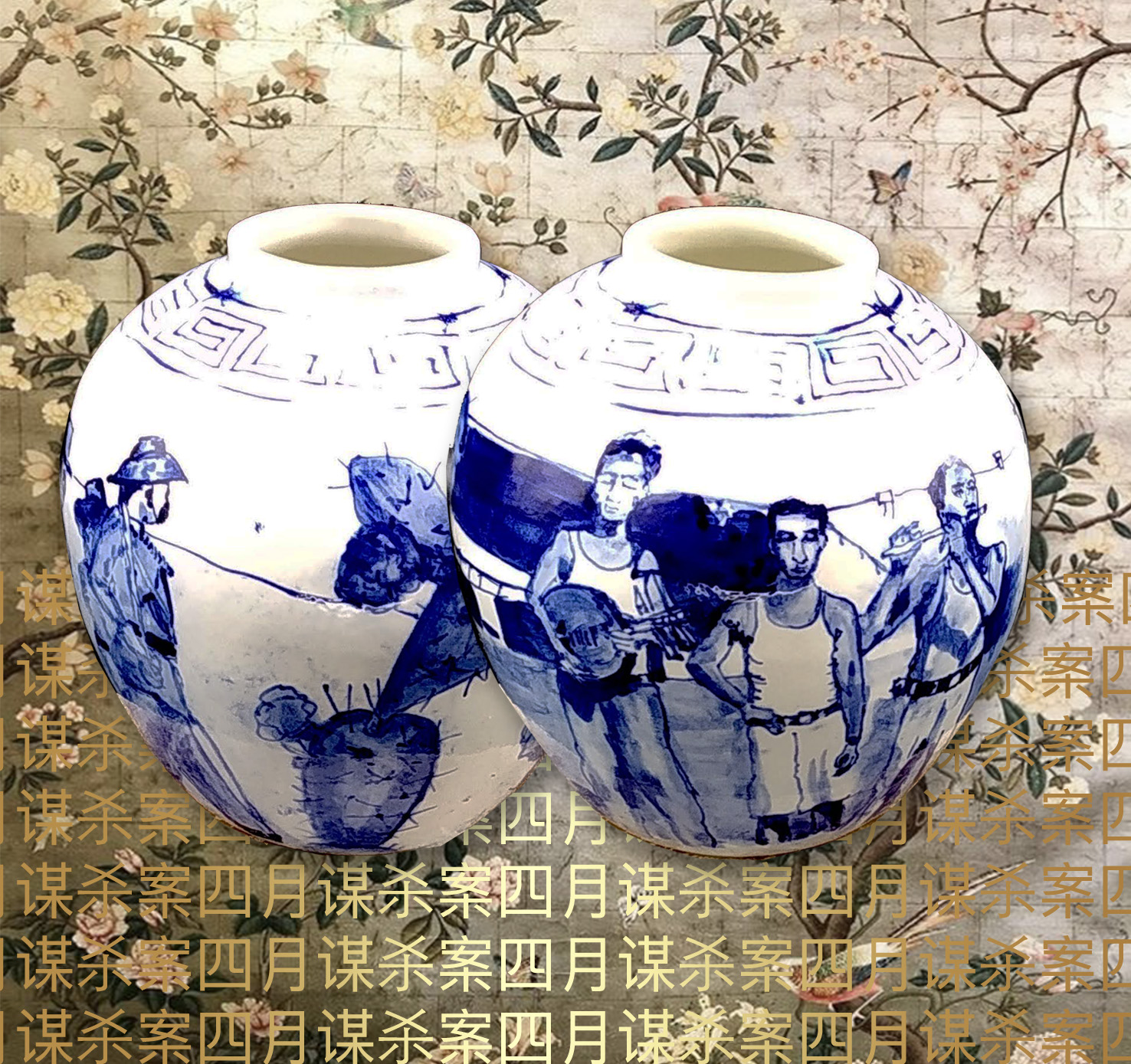
Vaas van Avantia Damberg ter herinnering aan de gewelddadige dood van de arbeiders

Sinds 2000 ijverde een groep Curaçaoënaren voor eerherstel. Als onderdeel daarvan werd de begraafplaats Kolebra Bèrdè opgeknapt en op 20 april 2003 gewijd door pastoor Amado Römer. In 2012 heeft de Curaçaose regering op aandringen van de Stichting Eerherstel Oorlogsslachtoffers Curaçao 20 april uitgeroepen tot herdenkingsdag voor de vijftien omgekomen arbeiders.